# Serra del Rei
La Serra del Rei és un serra del terme municipal de la Torre de Cabdella, a la comarca del Pallars Jussà, termenal amb Sort, del Pallars Sobirà. És, per tant, partió entre aquestes dues comarques. Antigament, la major part de la serra pertanyia al terme municipal de Mont-ros, però el seu extrem nord-oest era del terme primigeni de la Torre de Cabdella.
Forma part del conjunt de serres encadenades que delimiten per llevant la Vall Fosca. El seu extrem septentrional és el coll de 2.447,3 m. alt. que hi ha just al nord de lo Tossal, i el meridional, el Tuc de la Cometa, de 2.444,8 m. alt. Els seus cims són, de nord a sud, lo Tossal, lo Bony i el Tuc de la Cometa. La seva continuïtat cap al nord és, doncs, la Serra d'Altars, i cap a l'est i sud-est, el conjunt de cims denominats Cap de Costa Llobatera i Cap de Cabristà. Té en el vessant occidental les poblacions de la Torre de Cabdella i la Coma de Mont-ros, Pobellà i Paüls de Flamicell, i a l'oriental, la vall on hi ha les poblacions de Saurí, Bernui, Sorre, Altron i, al límit nord, Llessui.